# 定住外国人自立支援センター
定住外国人支援センター（ていじゅうがいこくじんしえんセンター）とは、主に地域に暮らしている外国人の支援組織。
神戸市では定住外国人支援センター、浜松市では外国人学習支援センター、群馬県では多文化共生支援室といった名称が用いられている。

## 業務内容
- 役所の窓口での外国語への通訳
- 生活相談
- 就職支援　など

## 開設自治体
- 美濃加茂市
- 坂祝町